# عنفة رياح

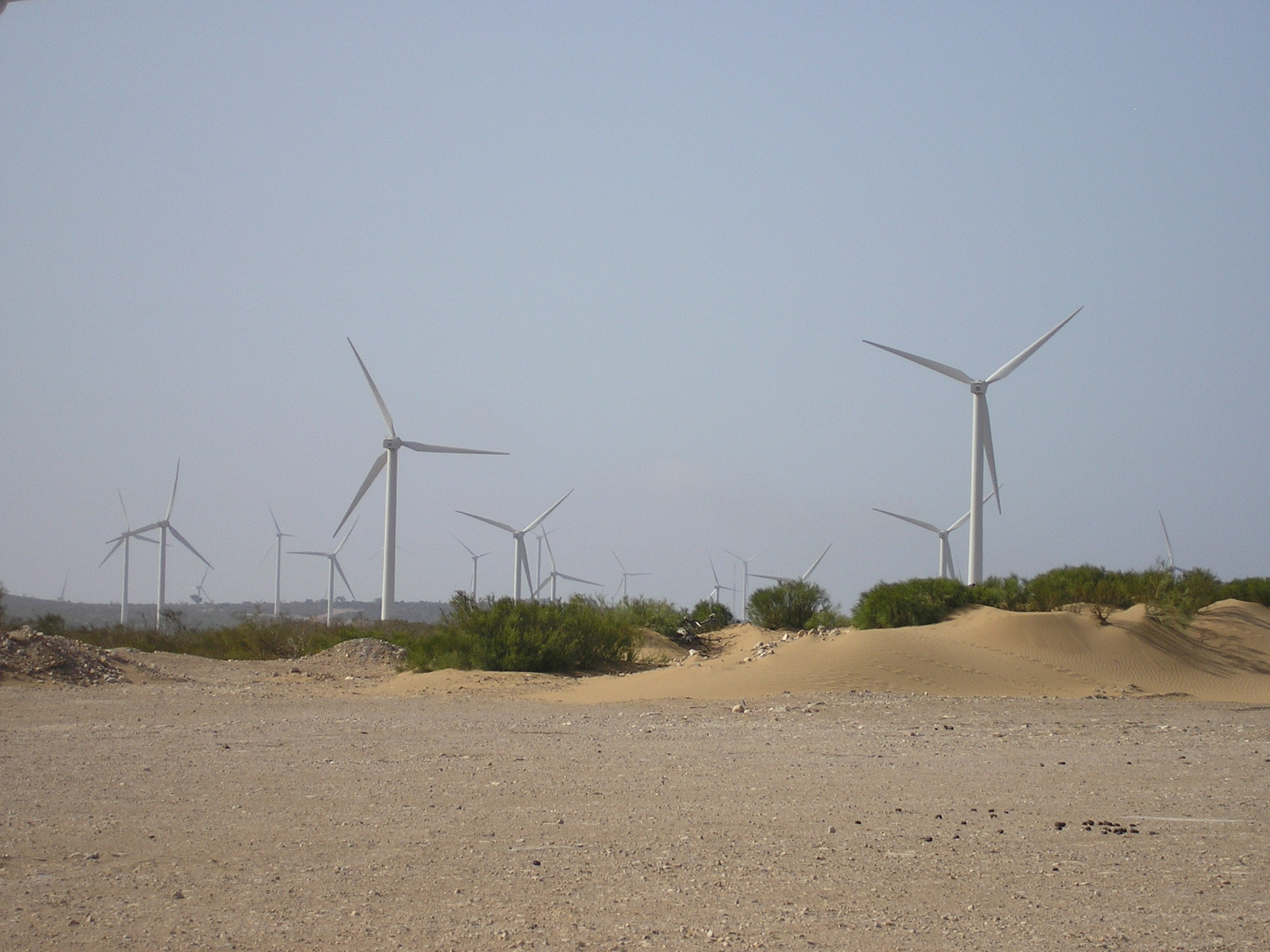
الصويرة - انظر طاقة الرياح في المغرب.

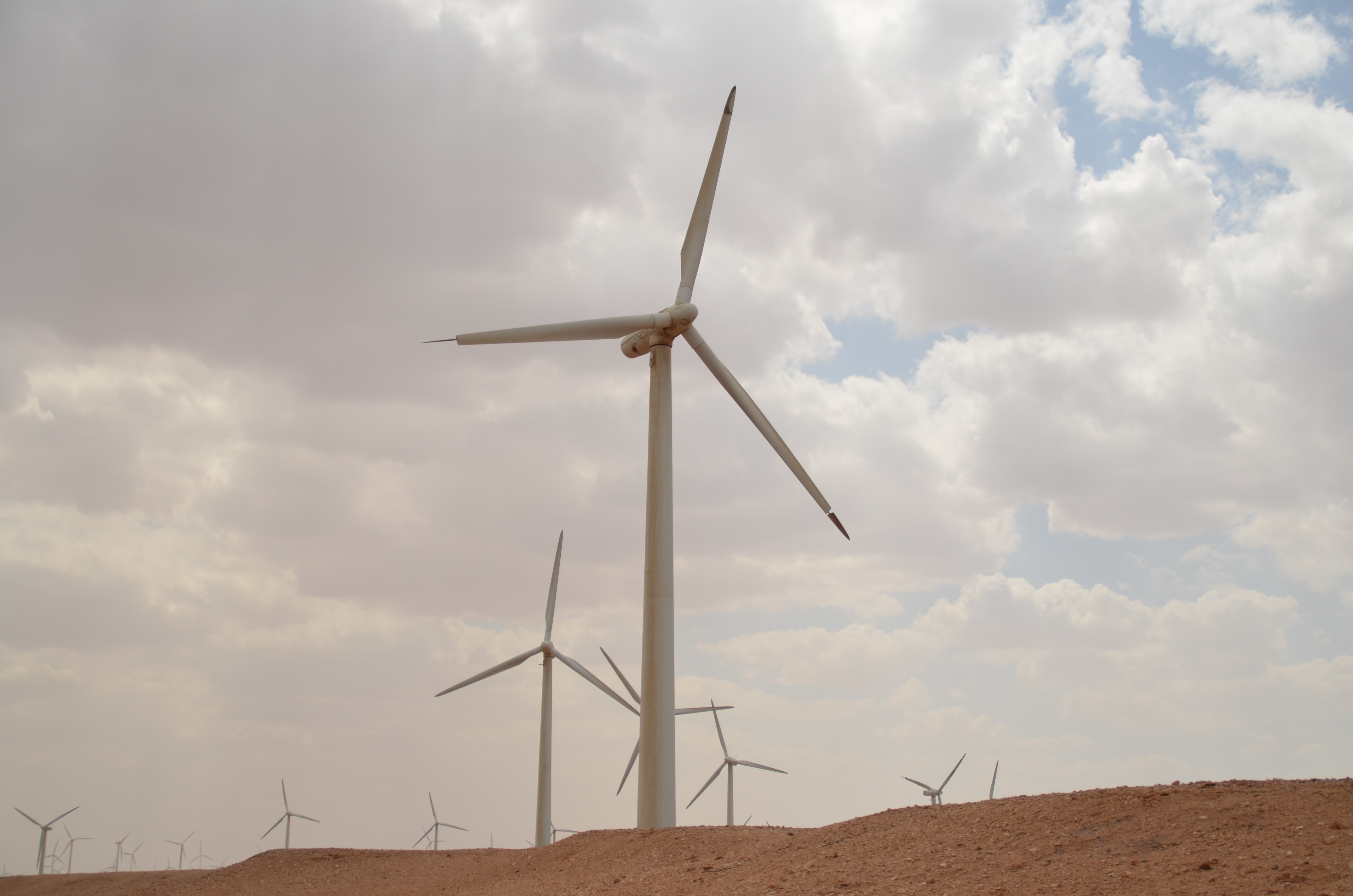
عنفات الرياح في الزعفرانة - طاقة الرياح في مصر

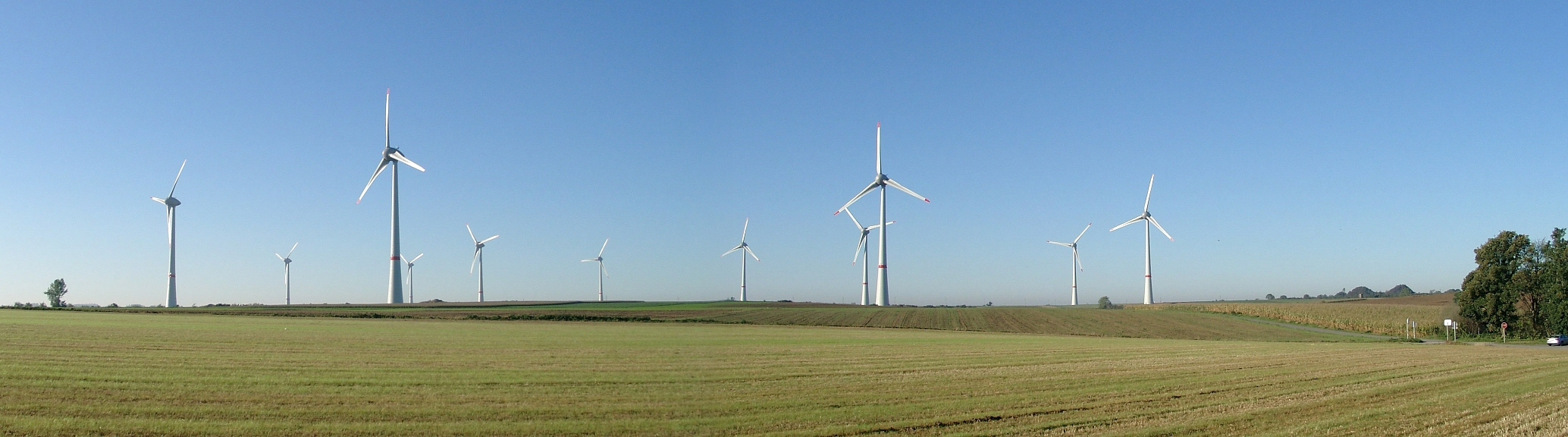
10 أكتوبر 2010 إستين - بلجيكا، و 11 ميغاواط 7.5 عنفات الرياح الانتهاء

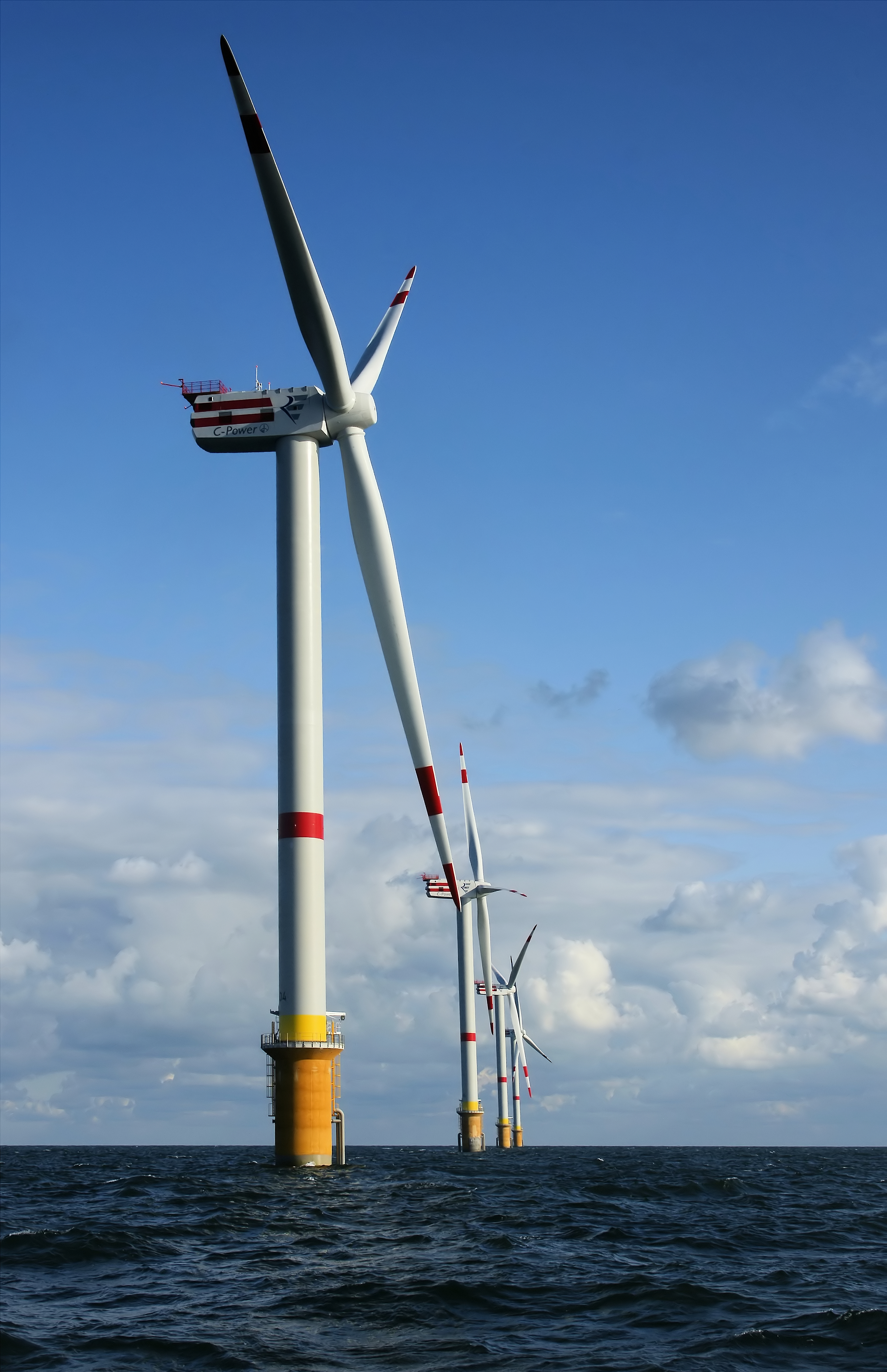
مزرعة الرياح البحرية باستخدام 5 ريباور عنفات ميغاواط 5M في بحر الشمال قبالة بلجيكا

عَنَفَةُ الرياح أو العنفة الهوائية جهاز يحول طاقة الرياح إلى حركة دائرية تدوّر مولدَ كهرباء، أو لتشغيل الآلات مباشرة، لأغراض مثل طحن الحبوب أو ضخ المياه (طالع طاحونة هوائية ومضخة هوائية).
تطورت عنفات الرياح على مدى ألف عام ونيف، وتصنع في هذه الأيام صناعة واسعة وبأنواع مختلفة من العنفات العمودية والافقية المحور. العنفات الصغيرة تستخدم لتطبيقات مثل شحن البطاريات أو طاقة احتياطية أو لإبحار القوارب الصغيرة. أما الشبكات الكبيرة من العنفات المتصلة أصبحت مصدر كبير لإنتاج الطاقة التي تخدم المباني التجارية.
فأكبر عنفات الرياح يمكن أن تولد ما يصل إلى قوة 6 ميجاوات (بالمقارنة بالوقود الأحفوري يولد ما بين 500 و 1300 ميجاوات، ومع تزايد القلق حول المشاكل البيئية وأهمها الاحتباس الحراري حيث تقترب نسب الوقود الأحفوري في النضوب أصبحت طاقة الرياح ذات اهتمام عال لأنها مصدر للطاقة المتجددة وغير الملوثة للبيئة، وهو يشكل صورة أكثر فائدة في توفير ما يكفي من الطاقة لمناطق عديدة من العالم.
أحد المجالات التي أصبحت ذات شعبية في جميع أنحاء الغرب الأوسط للولايات المتحدة نظرا لكميات كبيرة من الرياح فالعنفات أصبحت مفيدة جدا.
عنفة الرياح هو جهاز دوار يستخرج الطاقة من الرياح. إذ استخدمت الآلاتُ الطاقةَ الحركية مباشر، لإعادة ضخ المياه مثلا، وقطع الخشب أو طحن الحجارة، والآلة تسمى طاحونة هواء. إذا كانت الطاقة الحركية تحول إلى كهرباء، فتسمى عنفات الرياح، ومولد العنفات طاقة الرياح (WTG)، وحدة طاقة الرياح (WPU)، ومحول طاقة الرياح (مجلس الطاقة العالمي).

## تاريخ عنفات الرياح

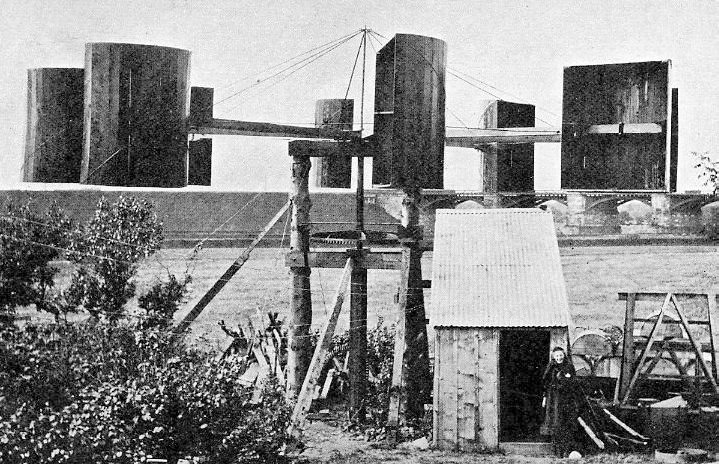
عنفة جيمس بليث المستخدمة لتوليد الكهرباء، الصورة ملتقطة سنة 1891

استخدمت عنفات الرياح في بلاد فارس في حوالي سنة 200 قبل الميلاد. كما عرفت عنفة هيرو السكندري كأول عنفة ريحية تستخدم طاقة الريح لإنتاج طاقة ميكانيكية.

## طريقة عملها
المكونات الرئيسية لعنفة الرياح أو عنفة الرياح هي مروحة ذات 3 شفرات محملة على عامود أو برج عالي، و مولد كهربائي يعمل على تحويل الطاقة الحركية للرياح إلى طاقة كهربائية . فعندما تمر الرياح على الشفرات تجعل المروحة تدور، وهذا الدوران يدير المولد الكهربائي، وبذلك تتحول طاقة الرياح إلى طاقة كهربائية. تصميم الشفرات مصمم للاستفادة أكبر استفادة من الريح .
تعتمد كمية الطاقة الكهربائية المنتجة من عنفة الرياح على سرعة الرياح وتصميم الشفرات؛ لذلك تنشأ عنفات الرياح التي تستخدم كهربائها لتشغيل المصانع أو للإنارة فوق أبراج؛ لأن سرعة الرياح تزداد مع الارتفاع عن سطح الأرض. وتُنشأ تلك العنفات بأعداد كبيرة على مساحات واسعة من الأرض لإنتاج كمية أكبر من الكهرباء لتغذية عدد كبير من المنازل والمصانع بالكهرباء.

## المكونات

مكونات عنفة رياح

- القاعدة: وهي الجزء السفلي من العنفة الريحية الذي يصمم أساسًا من أجل نقل الحمل الرأسي (الوزن الساكن) إلى الأرض، الأمر الذي يسمح عمومًا بتوزيع الحمل.
- الصرة:
- شفرات المروحة مصممة للاستفادة أكبر استفادة من سرعة الريح .
- مولد كهرباء: يقوم بتحويل طاقة الحركة إلى طاقة كهربائية.
- فرملة : تخفض من سرعة الرياح الشديدة، وتوقف المروحة عند حدوث عواصف .
- الحجرة المعلقة : فيها المحول الكهربائي وأجهزة أخرى من ضمنها ناقل حركة.
- أجهزة قياس سرعة الريح واتجاهه : هذه توجد في مؤخرة الحجرة المعلقة، وترسل قراءتها إلى المركز الرئيسي .
- محرك كهربائي: يقوم بتوجيه العنفة في اتجاه الريح .
- إلكترونيات تحكم : تغير من وضع الشفرات محوريا، وتدير الحجرة المعلقة عن طريق المحرك الكهربائي، حتي تتخذ الحجرة المعلقة الاتجاه الأمثل للاستفادة من الريح.

تنتج 6 عنفات 31 جيجا واط ساعي في السنة .

## حقول كبيرة
تنتشر حقول كبيرة لإنتاج الطاقة الكهربائية بواسطة عنفات الريح حول العالم في بلاد مثل الدانمارك الولايات المتحدة الأمريكية وألمانيا ، و أسبانيا والصين والهند . كما تعزم تلك الدول ودول أخرى بإنشاء حقول بحرية .
تنتج الولايات المتحدة وحدها سنويًّا حولي 3 مليارات كيلو وات في الساعة (تلك الكمية تكفي لسد احتياجات مليون شخص من الكهرباء)، وذلك من حقول الرياح الموجود معظمها في كاليفورنيا، عادة تُخزن الكهرباء الزائدة عن الاستخدام في بطاريات، ولأن هناك بعض الأوقات التي تقل فيها سرعة الرياح، مما يصعب معه إنتاج الطاقة الكهربية، فإن مستخدمي طاقة الرياح يجب أن يكون لديهم مولدًا احتياطيًّا يعمل بالديزل أو بالطاقة الشمسية لاستخدامه في تلك الأوقات. المكان الأفضل لوضع العنفات (عمل حقل رياح) يجب ألا يقل متوسط سرعة الرياح فيه سنويًّا عن 12 ميل في الساعة.
وغير إنتاج الطاقة الكهربية فإن عنفات الرياح يمكنها إنتاج طاقة ميكانيكية تستخدم في عدد كبير من التطبيقات، مثل ضخ المياه، الري، تجفيف الحبوب وتسخين المياه.

## الأنواع

### العنفات الأفقية

#### عنفة أحادية الشفرة
وهي العنفات ذات الشفرة الواحدة

#### عنفة ثنائية الشفرات
وهي العنفات ذات الشفرتين

#### عنفة ثلاثية الشفرات
وهي العنفات بثلاث شفرات

### العنفات العمودية

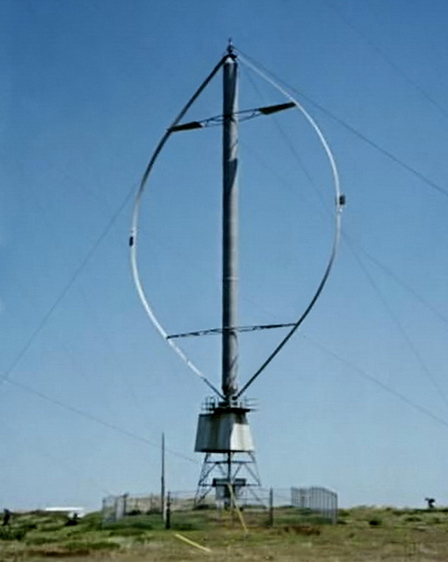
عنفة ريحية ذات محور دوران عمودي بارتفاع 30 متر

يعتمد هذا التصميم على توجيه محور الدوران بشكل عمودي على الأرض، بحيث تدور ريش العنفة حول هذا المحور. يهدف هذا التصميم إلى إعادة تموضع علبة السرعة والمولد عند قاعدة برج العنفة مما يسهل من عمليات الصيانة والتوصيلات. بالإضافة أن هذا التصميم يلغي الانحناءات. لكن يتعرض هذا النوع من عنفات الرياح إلى عزوم إيروديناميكية متغيرة مما يسبب إلى أضرار في الريش ناتج عن التعب بالإضافة إلى الصعوبة في التحكم في التوجيه الإيروديناميكي.

## الآثار الإقتصادية

على الرغم من أن أول عنفة ريحية لغرض توليد الطاقة الكهربائية شيدت في اسكتلندا سنة 1887 على يد جيمس بليث، إلا أن عنفات الرياح لم تستخدم استخدامًا واسعًا حتى سنة 1970 بسبب ضعف كفائتها ومردودها الطاقي. ومنذ ذلك الوقت تسارعت الاستثمارات في حقل طاقة الرياح ليصل مجموع الاستثمارات العالمي في سنة 2008 إلى 51.8 مليار دولار أمريكي والطاقة العالمية المنتجة وصلت إلى 121 جيجا واط. وقد شيدت معظم محطات طاقة الرياح في القارة الأوروبية في سنة 2007 لتشكل محطات الرياح 40% من مجمل مختلف محطات الطاقة المشيدة. كما شكلت محطات الرياح 30% من مجمل المحطات المشيدة في الولايات المتحدة الإمريكية في نفس الفترة. في حين شهدت سنة 2010 تزايد عنفات الرياح خارج موطنها التقليدي في أوروبا وأمريكيا، لتشيد الصين نصف المحطات المنشأة عالمياً في هذا العام.

## الأنواع
عنفات الرياح يمكن أن تدور حول المحور الافقي أو المحور العمودي، ولكن المذكور أولا هو الأكثر استخداما والأكثر شيوعا من الثاني.. [13]
المحور الأفقي

أنواع عنفات الرياح الشهيرة: عنفة سافونيوس شاقولية المحور وتعمل على قوة الدفع Drag (يسار)، عنفة ريحية أفقية المحور وتعمل على قوة الرفع Lift (وسط)، وعنفة داريوس شاقولية المحور وتعمل على قوة الرفع أيضا (يمين)

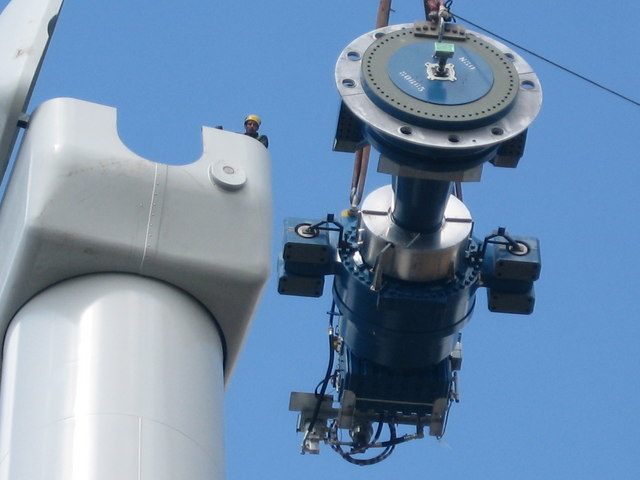
مكونات عنفات الرياح المحور الأفقي (علبة التروس، رمح الدوار والتجمع الفرامل) أن ترفع إلى موقف

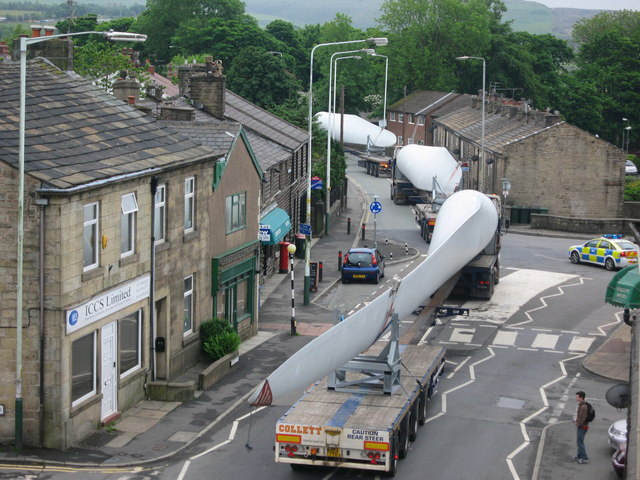

عنفات الرياح ذات المحور الأفقي (HAWT) لديها عمود الدوران الرئيسي والمولدات الكهربائية في الجزء العلوي من البرج، ويجب أن يتوجه إلى مهب الريح. العنفات الصغيرة توضع امام مراوح هوائية بسيطة، في حين أن العنفات الكبيرة عموما تستخدم أجهزة استشعار الرياح بالإضافة إلى استخدام محرك السيرفو. معظمها تحتوي على علبة المسننات، التي تقوم بتحويل الدوران البطئ للشفرات إلى دوران أسرع الامر الذي يجعله أكثر ملائمة لتوليد الطاقة الكهربائية.
بما ان البرج ينتج اضطراب خلفه، توضع العنفات عكس اتجاه الريح للبرج الداعم لها عادة. تصنع شفرات العنفات بحيث تكون صلبة جدا حتى تحول دون اندفاعها في حالات الرياح العنيفة والقوية. وبالإضافة إلى ذلك، توضع شفرات في مسافات كبيرة أمام البرح وفي بعض الأحيان تكون مائلة نحو الرياح بكمية قليلة.
وقد بُنيت آلات توجيه الرياح، على الرغم من مشكلة الاضطراب، لأنها لا تحتاج إلى آلية إضافية لابقائها في اتجاه خط الريح، ولأن في الرياح القوية الشفرات من الممكن ان تنحني وبالتالي تقلل من مساحة الاجتياح وهكذا من مقاومتها للرياح، (تكرار هذه العملية (الاضطراب) قد يؤدي إلى الفشل واجهاد النظام، ومعظم HAWTs تصمم بحيث تكون بعكس اتجاه الرياح.
العنفات المستخدمة في ((wind farms للإنتاج التجاري للطاقة الكهربائية وعادة ما يكون لديها ثلاث شفرات وتوضع باتجه حركة الرياح وتتحكم بها الحواسيب، وهذه العنفات لها سرعات عالية أكثر من 320 كم / ساعة (200 ميلا في الساعة)، وكفائتها عالية جدا، شفراتها عادة ما تكون ذات لون رمادي فاتح لكي تنسجم مع الغيوم وتتراوح في طولها 20-40 مترا (66 حتي 130 قدم) أو أكثر. وأنبوبي مجموعة الأبراج الفولاذية 60 حتي 90 مترا (200 إلى 300 قدم) طويلة القامة. وتناوب الشفرات بالدوران يكون 10 حتي 22 دورة في الدقيقة. في 22 دورات في الدقيقة سرعة الرأس يتجاوز 90 مترا في الثانية الواحدة (300 قدم / ثانية). ومن الشائع استخدام صندوق المسننات حتى يقوم بزيادة سرعة المولد على الرغم من التصاميم ويمكن أيضا استخدام محرك مباشرة من حلقي المولد. بعض النماذج تعمل على سرعة ثابتة، ولكن يمكن لعنفات متغيرة السرعة جمع المزيد من الطاقة. وقد جُهزت العنفات كافة بملامح وقائية لتلافي وقوع ضرر على سرعات الرياح العالية، وذلك بوضع فرامل على الشفرات في حالات الرياح القوية تقوم هذه الفرامل بالتحكم بسرعة الشفرات.
تصميم المحور العمودي
عنفات الرياح ذات المحور الرأسي (VAWTs) لديها محور دوران عمودي مرتبة عموديا.المزايا الرئيسية لهذا الترتيب هي أن العنفات ليست في حاجة إلى ان تكون باتجاه الرياح حتى تكون فعالة. هذه الميزة ملائمة جدا في المناطق التي تكون فيها الراح متقلبة أكثر، على سبيل المثال عنداندماج المباني مع بعضها. العيوب الرئيسية تشمل انخفاض سرعة دوران مع عزم دوران يترتب على ذلك ارتفاع التكلفة، وبطبعتها معامل الطاقة لها منخفض، وتناوب 360 درجة للaerofoil في تدفق الرياح خلال كل دورة، وصعوبة وضع نماذج تدفق الرياح بدقة، وبالتالي تحديات تحليل وتصميم الدوار قبل افتعال نموذج أولي.
مع محور عمودي، يمكن وضع المولد وعلبة االمسننات بالقرب من سطح الأرض، باستخدام محرك أقراص مباشرة.عمود الدوران علبة التروس الأرضية، وبالتالي تحسين إمكانية الوصول للصيانة.
عندما تُحمّل عنفة على سطح أحد المنازل، وبناء الموجهات عموما الرياح فوق السقف وهذا يمكن أن تتضاعف سرعة الرياح في العنفة. إذا كان ارتفاع سقف العنفات ما يقرب من 50٪ من ارتفاع المبنى، وهذا هو القرب الأمثل لطاقة الرياح القصوى والدنيا في اضطراب الرياح. وينبغي أن يؤخذ في الاعتبار أن سرعة الرياح في البيئة المبنية عمومًا أقل بكثير من المناطق الريفية حيث انها في مواقع أكثر عرضة للخطر. نوع آخر من المحور الرأسي العنفات هو الموازي مماثل لمروحة cross flow))أو مروحة الطرد المركزي يستخدم تأثير الأرض. وقد حاول عنفات المحور الرأسي من هذا النوع لسنوات عديدة: بُنيت وحدة كبيرة تنتج ما يصل إلى 10 كيلوواط،.
فروع أخرى لتصميم العنفات ذات المحاور الرأسية تشمل: Darius عنفات الرياح
كان اسمه عنفة "Eggbeater" أو عنفات Darrieusقام بتصميمه مخترع فرنسي، عنفة Darius لديه كفاءة جيدة، ولكن إنتاجه كبير مما يؤثر على عزم الدوران للعمود وبالتالي يقوم باجهاد البرج،. كما يتطلب بعضها عموما مصدر طاقة خارجي، لأن عزم الدوران البداية يكون منخفض جدا. يُقلل عزم الدوران من خلال استخدام ثلاثة أو أكثر من الشفرات مما يؤدي إلى زيادة صلابة من الدوار. وتُقاس صلابته من قبل منطقة شفرة مقسوما على منطقة الدوار. أحدث عنفات نوع Darrieus لا تقام من قبل أسلاك غيولكن لديها بنية فوقية خارجية متصلة تحملها كبير.
Giromill
نوع فرعي من العنفات Darrieus ولكن يكون شفراته مستقيمة، بدلا من الشفرات المنحنية، cycloturbine متغيرللحد من نبض عزم الدوران والاكتفاء الذاتي في البداية مزايا الملعب المتغير هي: ارتفاع عزم الدوران بداية، واسعة، منحنى عزم الدوران ثابتا نسبيا، بسرعة أقل نسبة شفرة؛ أعلى معامل الأداء.، وأكثر كفاءة تشغيل في الرياح العاصفة، وسرعة أقل نسبة شفرة مما يقلل الضغوط الانحناء شفرة. مباشرة، يمكن استخدام V، أو شفرات منحنية.
Savonius عنفات الرياح
هذه السحب من نوع الأجهزة مع المجارف (أو أكثر) 2 التي تستخدم في مقاييس شدة الريح، والمخارج Flettner (ينظرعادة على أسطح المباني الحافلة والشاحنة)، وفي بعض العنفات عالية الموثوقية منخفضة الطاقة ذات الكفاءة. هم دائماالذاتي انطلاق إذا كان هناك على الأقل ثلاث المجارف

## التصميم والبناء
صُممت عنفات الرياح لاستغلال طاقة الرياح الموجود فياي مكان. ويستخدم النمذجة الهوائية لتحديد الارتفاع الأمثل للبرج، ونظم التحكم، وعدد الشفرات.
عنفات الرياح تقوم بتحويل طاقة الرياح إلى كهرباء لتوزيعها. ويمكن تقسيم عنفات الهواء التقليدية ذات المحور الأفقي إلى ثلاثة عناصر:
- العنصر الدوار، وهو ما يقرب من 20٪ من تكلفة عنفة الرياح، وتشمل شفرات لتحويل طاقة الرياح إلى طاقة منخفضة السرعة الدورانية.
- العنصر المولد، وهو ما يقرب من 34٪ من تكلفة عنفة الرياح، ويشمل المولدات الكهربائية، والإلكترونيات والتحكم، وعلى الأرجح علبة التروس (مثل معدات علبة المسننات، قابل للتعديل سرعة محرك أو انتقال متغير باستمرار) عنصر لتحويل سرعة دوران منخفض واردة لسرعة دوران عالية مناسبة لتوليد الكهرباء.
- عنصر الدعم الهيكلي، وهو ما يقرب من 15٪ من تكلفة عنفة الرياح، ويشمل البرج والدوار.

التصاميم غير تقليدية
نظريا، يمكن أن تستخدم عنفات الرياح بالتعاون مع عدد كبير التيار الصاعد للطاقة الشمسية لاستخراج الطاقة بسبب الهواء الساخن من الشمس.
وقد طُورت عنفات الرياح التي تستخدم للتأثير ماغنوس.
العنفات الهواء كبش هو شكل متخصص من العنفات الصغيرة التي تُركب على بعض الطائرات. عند نشرها، ونسج RAT بواسطة تيار الهواء يمر أمام الطائرات ويمكن أن توفر الطاقة لأكثر الأنظمة الأساسية إذا كان هناك خسارة من جميع على متن الطاقة الكهربائية.

## عنفات الرياح الصغيرة
ويمكن استخدام عنفات الرياح الصغيرة لمجموعة متنوعة من التطبيقات بما في ذلك على المساكن أو خارج الشبكة، وأبراجالاتصالات، والمنصات البحرية والمدارس والعيادات الريفية، والرصد عن بعد وغيرها من الأغراض التي تتطلب طاقة التي لا يوجد فيها شبكة الكهرباء، أو التي تكون فيها شبكة غير مستقر. قد عنفات الرياح الصغيرة تكون صغيرة مثل مولد 50 واط لقارب أو قافلة استخدام. وزارة الطاقة الأميركية في المختبر الوطني للطاقة المتجددة (المختبر الوطني) يعرف عنفات الرياح الصغيرة مثل تلك أصغر من أو يساوي 100 كيلو وات. وحدة الصغيرة غالبا ما يكون مولدا تدفع مباشرة، والإنتاج الحالية مباشرة، شفرات aeroelastic،، واستخدام شفرة موجهة إلى الريح.

## المسافات بين عنفات الهواء
في المزارع windturbine معظمها يكون بشكل أفقي، والمباعدة بين المولدات حوالي 6-10 متراو يعتمد في كثير من الأحيان قطر الدوار. ومع ذلك، ينبغي لمزارع الرياح ان تكون ذات مساحات كبيرة من نحو 15 بأقطار الدوار تكون أفضل من ناحية اقتصادية، مع الأخذ بعين الاعتبار عنفات الرياح النموذجية وتكلفة الأرض. وقد وُصل إلى هذا الاستنتاج بالبحث التي أجرتها Meneveau تشارلز من جامعة جونز هوبكنز (34) ويوهان مايرز من جامعة لوفين في بلجيكا، على أساس المحاكاة الحاسوبية أن تأخذ في الاعتبار التفاعلات مفصل بين عنفات الرياح (وكذلك مع كامل المضطربطبقة حدود الغلاف الجوي. وعلاوة على ذلك، الأبحاث الأخيرة التي Dabiri جون من معهد كاليفورنيا للتكنولوجيا يشير إلى أنه يمكن وضع العنفات الهوائية الرأسية أكثر من ذلك بكثير معا بشكل وثيق طالما نمط بالتناوب تُنشأ العنفات المجاورة للتحرك في الاتجاه نفسه لأنها تقترب من بعضها البعض.

## وصلات خارجية
- أثر عنفات الرياح التقليدية على استقرار نظم القدرة الكهربائية